# 廠商非正式 初音Mix
《廠商非正式 初音Mix》（日语：メーカー非公式 初音みっくす（メーカーひこうしき はつねみっくす））是於《月刊COMIC RUSH》2008年1月號（2007年11月26日發售）開始連載的日本漫畫，由KEI繪畫，是角色主唱系列的二次創作作品。

## 背景
在2007年8月31日，以VOCALOID 2語音合成而引擊的虛擬女性歌手軟體角色主唱系列CV01「初音未來」發售。軟件因NICONICO動畫的推動等等的原因而大受歡迎，截至同年10月27日售出20000套，在銷路較狹窄、售出1000套已是大賣的音樂軟件市場中，是個罕見的高銷售量。因此在同年10月開始有其他企業向製作初音未來的CRYPTON FUTURE MEDIA提議各種企劃，其中包括漫畫化。對此負責企劃及販賣的佐佐木涉在當時表示會「慎重考慮，但CRYPTON未必能夠負荷大型的計劃」。在10月25日，月刊COMIC RUSH宣布開始連載本漫畫，CRYPTON方面表示「這不會是官方的正式作品，並希望以儘量不波及或干涉到其他的世界觀為目標來製作。」。當時標題定為「初音Mix!」，在正式開始連載時則加上「廠商非正式」，改為現在的標題，但在版權上表示為「(C)2007 CRYPTON FUTURE MEDIA, INC. ALL RIGHTS RESERVED.」。

## 基本設定
以北海道為故事舞台，每回以短篇形式描述初音未來和鏡音鈴、連以及巡音流歌的故事。通常會以「百變初音」為題，但不時也會出現各角色背後的小故事。
內容主要是假設VOCALOID人物實體化會發生什麼事情，但是他們設定上依然是非人類。即使如此，作者還是給予他們自己的特有的個性和習慣，可以和一般人一樣作息和吃東西，讓整個VOCALOID人物生活充滿了樂趣。

## 登場人物
初音未來
年齡：16歲
身高：158cm
體重：42kg
擅長：流行歌曲
生日：8月31日
本書的主角，由於書本上以「百變初音」為主題，因此每次性格定位會依照自己扮演的角色有所落差。前三話幾乎沒有台詞，除了第一話僅有三句台詞，後面兩話說話都沒有對話框，代表僅以動作表示，但是大姐和鏡音雙子都能理解，到了第四話說話時才出現對話框，本身個性上是一位樂觀開朗的女孩子，最喜歡的事情就是唱歌，不知為何很喜歡長蔥，常常拿著長蔥在咬。很照顧鏡音雙子，一直想努力扮好姊姊的角色，但是少根筋的個性常常鬧出不少笑話，加上有些單純很容易受騙，常常被鏡音雙子惡作劇。常常為自己胸部不夠豐滿而煩惱，如果叫她「洗衣板」會變臉。運動細胞很強，跑步特別快 。
口頭禪是「みく」，和她的名字ミク同音。雙馬尾和耳機不論洗澡或睡覺都不會卸除，招牌服裝的袖套可以記載會唱的歌名還有自己的心情，肩膀上的QR碼下方會輪流顯示「Hatsunemiku」、「Miku」、「みく」。
鏡音鈴
年齡：14歲
身高：152cm
體重：43kg
擅長：搖滾、舞蹈、歌謠曲、演歌系流行曲
生日：12月27日
鏡音雙子中的姊姊。實驗室開發出來雙胞胎VOCALOID，但是和原先計畫只作一個VOCALOID不一樣，而且是一男一女，對於兩個人聲音調整會比預期更花時間，因此可能面臨會分開的命運，後來初音主動和他們互動，和他們一起唱歌化解這個問題，因此很尊敬也很喜歡初音。個性屬於會吐槽的角色，但是製作人大姐比她更會吐槽因此較為不明顯，但是和連在一起的時候吐槽功力無人能敵，有時候聯合起來惡作劇，通常最大的苦主是初音。做事態度積極，而且好勝心很強，有時候還會不擇手段。和初音相比，鈴比較精明，不易受騙或吃虧。會使用壓路機代步，但只出現第三話。對初音直接叫「姊姊」。
鏡音連
年齡：14歲
身高：156cm
體重：47kg
擅長：搖滾、舞蹈、歌謠曲、演歌系流行曲
生日：12月27日
鏡音雙子裡面的弟弟，喜歡吃香蕉。和鈴同一天出生，在家裡地位最小，因此說話最沒份量。很熱愛玩電動，一有空會拿出掌機玩，因此有時唱歌的時候喜歡加入一些遊戲的元素，或者Cos遊戲角色。和鈴是好搭檔，從唱歌到吐槽都很有默契。由於家裡地位最小常常成為被作弄的對象。擅長使用手提式鍵盤，可是除了運動會Mix有使用以外幾乎沒有演奏機會。對初音直接叫「姊姊」。
巡音流歌
年齡：20歲
身高：162cm
體重：45kg
擅長：拉丁爵士至民族系流行曲、浩室音樂至電子音樂
生日：1月30日
連載第15話登場，但是該話在調整狀態因此出場機會不多，十六話正式登場，起初被製作人大姐誤認成取代她的人，後來才發現誤會一場。和初音與鏡音清純可愛風格不同，走的是成熟性感風格，身材很好，尤其胸部很豐滿，腿也很修長，鈴稱讚她的身材像模特兒。會唱英文歌，連初音都感到讚嘆。推翻了官方原先設定的冷酷，取而代之的是治癒系大姊姊的個性，個性親切溫柔，總是笑瞇瞇的，在別人碰到困難及挫折時，總是主動給予安慰與意見，因此初音和鏡音雙子都很喜歡她，而且情緒控制管理很好，是書中脾氣最好的角色，即是她的杯子被鈴打破了還可以心平氣和地唸她。初音和鏡音雙子都習慣叫她「流歌姊」。
大姐
製作人姐姐，連載第1話開始登場。藝人公司的製作人，正發掘有偶像潛力的人。本名的發音是「ME…」。某天在街上偶然碰到被「遺棄」的初音未來而「拾」回家。特別喜歡喝酒，大部分只要有她出現的劇情手上一定會拿著酒。最忌諱別人問她年齡，很擔心自己嫁不出去。
大哥
圍巾青年，連載第2話開始登場。初音和鏡音雙子都稱呼他大哥或哥哥。長圍巾的商標加上其外表無論怎樣看也是「KA…」，但名字以及在藝人公司中的地位如何也是不明。第2話第一次登場只有背影看不見其容貌，第3話有看到他的臉但一句台詞也沒有，正式登場是從第5話開始。經常被製作人姐姐那惡劣的酒品所連累，聽說每年春天賞花時也會被她活埋在櫻樹下。對冰琪琳毫無抗拒，Mix打工篇裡面還特地買了一個商業用冷凍庫來保存他的冰淇淋，最後被製作人大姐關進去。
wat
連載第2話開始登場。製作人姐姐的部下，「wat」是藝名。口頭禪是「太棒了！」、「這不是很棒嗎？」。有著常人無法理解的品味。後期都是擔任配角的角色，連名字都省略掉了。
負責角色主唱系列企劃及販賣的佐佐木涉在官方blogMEDIA PHAGE的筆名是「wat」。
小初音未來
連載第2話開始登場。本是以初音未來作原型的角色，在本作跟初音未來是兩個不同的人。比起初音未來本人更擅長甩蔥。
亞北音留
招牌是黃色左側馬尾，在書中擔任的是配角的角色。
弱音Haku
招牌是白色馬尾，在書中擔任的是配角的角色。
重音teto
僅在連載第12話出現過，擔任配角的角色，其他話僅出現在大姊的酒瓶商標上。

## 出版書籍
| 卷數 | JIVE           | JIVE                   | 青文出版社    | 青文出版社             |
| 卷數 | 發售日期       | ISBN                   | 發售日期      | ISBN                   |
| ---- | -------------- | ---------------------- | ------------- | ---------------------- |
| 1    | 2008年12月14日 | ISBN 978-4-86176-589-6 | 2010年1月25日 | ISBN 978-986-256-155-3 |
| 2    | 2009年11月15日 | ISBN 978-4-86176-727-2 | 2010年7月28日 | ISBN 978-986-256-388-5 |
| 3    | 2010年11月14日 | ISBN 978-4-86176-799-9 | 2011年8月11日 | ISBN 978-986-256-841-5 |

### 出處
1. ↑  . 吉川日出行. 2007-10-19  [2007-10-20]. （原始内容存档于2007-10-20） （日语）.
2. ↑  . 北海道新聞. 2007-10-27  [2007-10-28] （日语）.[永久]
3. ↑  《DTM MAGAZINE》2007年12月號 P.49、50
4. ↑  . ITmedia. 2007-09-28  [2007-09-28]. （原始内容存档于2012-05-14） （日语）.
5. ↑  . SONICWIRE. 2007-09-29  [2007-09-29]. （原始内容存档于2014-06-05） （日语）.
6. ↑  . SONICWIRE. 2007-10-21  [2007-10-21]. （原始内容存档于2007-10-22） （日语）.
7. ↑  十一話痛車Mix
8. ↑  二十三話運動會Mix
9. ↑  四話老師Mix
10. ↑  十四話鏡音Mix，官方角色主唱系列並沒有鏡音雙子這個設定，連僅是鈴虛構出來屬於自己的男角身分，但是十四話的內容實際上在反映VOCALOID2鏡音鈴、連製作過程，告訴讀者們困難度比初音還高很多。
11. ↑  31話換裝Mix
12. ↑  17話巡音Mix，初音閱覽巡音演唱會的介紹書
13. ↑  28話被責罵Mix
14. ↑  . JIVEコミックス. JIVE.   [2018年6月5日]. （原始内容存档于2010年12月5日）.
15. ↑  . JIVEコミックス. JIVE.   [2018年6月5日]. （原始内容存档于2010年12月5日）.
16. ↑  . JIVEコミックス. JIVE.   [2018年6月5日]. （原始内容存档于2010年12月5日）.

## 外部連結
- （日語）月刊COMIC RUSH